# Edmond Lodewyck
Pour les articles homonymes, voir Lodewyck.
Edmond Lodewyck est un architecte belge adepte de l'Art nouveau et actif à Bruxelles.

## Style
Edmond Lodewyck fait partie de la deuxième génération d'architectes « Art nouveau géométrique », tendance initiée par Paul Hankar (par opposition à la tendance « Art nouveau floral » initiée par Victor Horta : voir Art nouveau en Belgique).

## Réalisations remarquables
Son plus bel immeuble est assurément l'hôtel de maître situé au n° 64 de la Rue Saint-Bernard, qui présente un élégant bow-window surmonté d'un beau balcon aux fers forgés typiques de l'Art nouveau géométrique ainsi que de belles fenêtres aux arcs surbaissés.

## Immeubles de style « Art nouveau géométrique » teinté d'éclectisme
- 1907 : rue Saint-Bernard, 64
- 1907 : rue Baron Lambert, 35-37-39
- 1907 : rue Baron Lambert, 41-43
- 1907 : rue Baron Lambert, 49
- 1907 : rue Baron Lambert, 51-53